# Берхман Георгій Едуардович
Георгій Едуардович Берхман (3 квітня 1854, Курах, Кюринський округ, Дагестанська область, Російська імперія — 2 лютого 1929, Марсель, Франція) — російський військовий діяч, генерал від інфантерії (1913). Під час Першої світової війни керував розгромом турецьких військ у Сарикамиській операції.

## Біографія
Походив з дворянської родини з Ліфляндії, народився на місці служби батька в Дагестані. На військову службу вступив у 1873 році, у 1876 році закінчив 1-ше Павловське військове училище. Учасник російсько-турецької війни 1877—1878 років.
У 1881—1887 роках — старший ад'ютант штабу 21-ї піхотної дивізії, у 1887—1888 роках — штаб-офіцер для особливих доручень при штабі Кавказького армійського корпусу. У 1888—1890 роках був старшим ад'ютантом мобілізаційного відділення штабу Кавказького військового округу. Із 1888 року — підполковник. У 1890—1891 роках був командиром батальйону у 152-му піхотному полку. Із 1892 року — полковник.
З 7 червня 1893 по 7 квітня 1898 року командував Лорійським резервним полком. З 7 квітня 1898 по 28 листопада 1899 року — командир 257-го піхотного резервного Потійського полку. З 28 листопада 1899 по 27 листопада 1902 року — командир 81-го піхотного Апшеронського полку. 27 листопада 1902 року отримав звання генерал-майора і був призначений начальником штабу 2-го Кавказького армійського корпусу. З 29 липня 1905 року по 31 січня 1907 року — генерал-квартирмейстер штабу Кавказького військового округу, з 31 січня 1907 по 29 січня 1913 року — начальник штабу Кавказького військового округу. З 1907 року — генерал-лейтенант, з 1913 року — генерал від інфантерії. У 1913 році командував 24-м армійським корпусом Казанського військового округу.
2 січня 1914 року був призначений командиром 2-го Кавказького армійського корпусу, з яким вступив у війну. З 11 грудня 1914 по 4 лютого 1915 — командир 1-го Кавказького армійського корпусу, відзначився під час Сарикамиської операції. 4 лютого 1915 переведений у розпорядження Головнокомандувача Кавказькою армією. З 13 листопада 1916 по 5 квітня 1917 року командував 40-м армійським корпусом на Південно-Західному і Румунському фронтах.
Під час Громадянської війни в Росії служив у Добровольчій армії, після поразки білого руху емігрував до Франції. Помер у Марселі, похований у Ніцці.

## Вищі військові звання
- Генерал-майор (1902)
- Генерал-лейтенант (1907)
- Генерал від інфантерії (1913)

## Нагороди
- Орден Святої Анни 4-го ступеня (1878)
- Орден Святого Станіслава 3-го ступеня з мечами і бантом (1878)
- Орден Святої Анни 3-го ступеня з мечами і бантом (1878)
- Орден Святого Станіслава 2-го ступеня (1884)
- Орден Святої Анни 2-го ступеня (1888)
- Орден Святого Володимира 4-го ступеня (1895)
- Орден Святого Володимира 3-го ступеня (1900)
- Орден Святого Станіслава 1-го ступеня (1904)
- Орден Святої Анни 1-го ступеня (1906)
- Орден Святого Володимира 2-го ступеня (1908)
- Орден Білого Орла (1912)
- Орден Святого Олександра Невського з мечами (1915)
- Орден Святого Георгія 4-го ступеня (1916)